# Харазма
Харазма — село в Лакском районе Дагестана. Входит в состав сельского поселения «Сельсовет „Кундынский“» .

## Географическое положение
Расположено на территории Бабаюртовского района, в 30 км к востоку от села Бабаюрт.

## История
Указом Президиума Верховного Совета ДАССР от 23.02.1972 года на территории Бабаюртовского района, на землях закрепленных за колхозом имени Свердлова, зарегистрирован новый населённый пункт — Харазма.

## Население
| 1989 | 2002 | 2010 | 2021 |
| ---- | ---- | ---- | ---- |
| 92   | ↗119 | ↗121 | ↗127 |